# Weisses Quartier
Das Weisse Quartier ist ein statistischer Bezirk der Altstadt von Bern. Letztere ist geografisch mit dem Stadtteil Innere Stadt (I) identisch. 
Gemeinsam mit dem Grünen Quartier bildet es das gebräuchliche Quartier Untere Altstadt. Das Weisse Quartier reicht von der Kreuzgasse bis zum Läuferplatz.

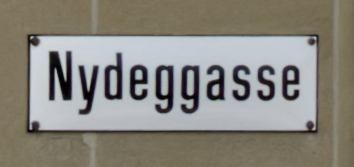
Weisses Strassenschild (2023)

Die Einteilung und Farbbezeichnungen gehen auf das Jahr 1798 zurück, als Napoleons Truppen anlässlich ihrer Einquartierung zur besseren Orientierung die Stadt in verschiedenfarbige Quartiere einteilten, da es noch keine Strassennamen gab bzw. die Soldaten mehrheitlich Analphabeten waren. Deshalb wurden zweisprachige Schilder in entsprechenden Farben angefertigt, und diese Bezeichnungen bzw. Farbgebungen für Schilder halten sich bis heute.
Im Jahr 2022 wurden 1004 Einwohner angegeben, davon 830 Schweizer und 174 Ausländer.
Längsgassen des Quartiers sind:
- Postgasse
- Gerechtigkeitsgasse
- Junkerngasse

Nördlich auch:
- Postgasshalde
- Langmauerweg